# Hungry Hoboes
Hungry Hoboes (grafia alternativa: Hungry Hobos) é um curta-metragem de animação produzido nos Estados Unidos, dirigido por Walt Disney e lançado em 1928.